# Takeo Moriyama
Takeo Moriyama (jap. 森山 威男, Moriyama Takeo; * 27. Januar 1945 in Katsunuma, Präfektur Yamanashi) ist ein japanischer Jazzmusiker (Schlagzeug, Komposition).

## Leben und Wirken
Moriyama arbeitete ab den späten 1960er-Jahren mit dem Pianisten Yōsuke Yamashita, mit dem auch erste Aufnahmen entstanden (auf dem Bigband-Album  Introducing Takeo Moriyama (1971) sind überwiegend Kompositionen Moriyamas enthalten). Mit dem Trio von Yamashita war er 1974 auf dem Moers Festival (Live-Mitschnitt Clay) und 1975 auf Deutschlandtournee (Live-Mitschnitte Distant Thunder aus der Stuttgarter Liederhalle und Chiasma von den Heidelberger Jazztagen). Mitte der 1970er-Jahre gründete er sein Percussion Ensemble und später ein eigenes Quartett. Außerdem wirkte er im Trio von Akira Sakata (mit Adelhard Roidinger) sowie mit Aki Takase, Miyazawa Akira und mit dem Masabumi Kikuchi/Gil Evans Orchestra. 1981 legte er unter eigenem Namen das Album Smile (Denon) vor, das er mit Hideaki Mochizuki (Bass), Fumio Itabashi (Piano) und den Saxophonisten Kōichi Matsukaze und Yoshio Kuniyasu eingespielt hatte. Mit eigenen Formationen trat er auch in Deutschland auf, so 1984 bei Jazz Ost-West in Nürnberg (Album Green River). In späteren Jahren spielte er u. a. mit Mal Waldron (Dual, 1995), Shibuya Takeshi (See-Saw, 2002), Takehiro Honda/Nobuyoshi Ino (My Funny Valentine, 2006) sowie im Trio The Heavyweights mit Peter Brötzmann und Masahiko Satoh (Yatagarasu, 2006).  Im Bereich des Jazz war er von 1969 bis 2011 an 44 Aufnahmesessions beteiligt.

## Diskographische Hinweise
- Takeo Moriyama Percussion Ensemble: Full Load (1975), mit Kazunori Momose, Yasunori Yamaguchi
- Manfred Schoof, Akira Sakata, Yosuke Yamashita, Takeo Moriyama: Distant Thunder (Enja, 1975)
- Takeo Moriyama Quartet with Mukai: Hush-a-bye (Union, 1978), mit Shigeharu Mukai, Kazumi Odagiri, Fumio Itabashi, Hideaki Mochizuki
- East Plants (Vap, 1983), mit Hideaki Mochizuki, Yoji Sadanari, Shuichi Enomoto, Toshihiko Inoue
- Green River (Enja, 1984), mit Hideaki Mochizuki, Shuichi Enomoto, Toshi Inoue
- Takehiro Honda, Nobuyoshi Ino, Takeo Moriyama: In a Sentimental Mood (Sony, 1985)
- Live at Lovely (DIW Records, 1991), mit Hideaki Mochizuki, Fumio Itabashi, Toshihiko Inoue